# Sergije II.
Sergije II., papa od siječanj 844. do 7. siječnja 847. godine.